# Kanton Cagnes-sur-Mer-1
Der Kanton Cagnes-sur-Mer-1 ist ein französischer Wahlkreis im Département Alpes-Maritimes in der Region Provence-Alpes-Côte d’Azur. Er umfasst einen Teilbereich der Gemeinde Cagnes-sur-Mer im Arrondissement Grasse. Durch die landesweite Neuordnung der französischen Kantone wurde er 2015 neu geschaffen. Er hat 44.136 Einwohner (Stand: 2022).

## Gemeinden
Der Kanton besteht aus dem südwestlichen Teil der Gemeinde Cagnes-sur-Mer mit insgesamt 44.136 Einwohnern (Stand: 2022):

## Politik
| Vertreter im Departementrat | Vertreter im Departementrat   | Vertreter im Departementrat |
| Amtszeit                    | Namen                         | Partei                      |
| --------------------------- | ----------------------------- | --------------------------- |
| 2015–                       | Roland Constant Josiane Piret | UD                          |